# Sphenomorphus papuae
Espèce
Synonymes
- Lygosoma papuae Kinghorn, 1928

Sphenomorphus papuae est une espèce de sauriens de la famille des Scincidae.

## Répartition
Cette espèce est endémique de Papouasie-Nouvelle-Guinée.

## Étymologie
Cette espèce est nommée en référence au lieu de sa découverte : la Papouasie-Nouvelle-Guinée.

## Publication originale
- Kinghorn, 1928 : Notes on Some Reptiles and Batrachians from the Northern Division of Papua, With Descriptions of New Species of Apisthocalamus and Lygosoma. Records of the Australian Museum, vol. 16, p. 289-293 (texte intégral).